# Związek Pracy dla Państwa
Związek Pracy dla Państwa, Związek Pracy Państwowej, Związek Pracy Państwowej „Wschód”, Związek Pracy Państwowej w Palestynie – organizacja ideowo-polityczna piłsudczyków przebywających na emigracji w Palestynie, powołana 28 października 1943 roku, formalnie istniała od 15 lipca 1944 roku, siedzibą Zarządu Związku Pracy dla Państwa była Jerozolima, prezesem Janusz Jędrzejewicz.
Utworzony przez Zespół Piłsudczyków na Środkowym Wschodzie, zakładał działalność wśród Polaków na uchodźstwie, w celu przyczynienia
się do zwycięstwa w walce o całość, niepodległość i dobro państwa polskiego. Walkę tę chciał oprzeć na sile narodu polskiego, któremu przypisywano ważną rolę w Europie. Dążył do współpracy ze wszystkimi środowiskami, które miały tożsame oczekiwania co do celów II wojny światowej, czyli dążyły do odzyskania niepodległości przez Polskę. W programie zastrzeżono, że Związek zdecydowanie odżegnywa się od łączności i współpracy z grupami podlegającymi wpływom obcych agentur i rządów oraz tych, które noszą metodyczne cechy uległości wobec obcych. To zastrzeżenie uniemożliwiało bliższą współpracę z rządem Rzeczypospolitej Polskiej na uchodźstwie.
Związek zakładał nienaruszalność granic Polski z 31 sierpnia 1939 roku, postulował, by włączyć do Polski Prusy Wschodnie, Gdańsk, Śląsk Opolski i te obszary nad Odrą i jej ujściem, które zapewnią Polsce bezpieczeństwo strategiczne i wzmocnią jej siły gospodarcze. Od III Rzeszy Polska
powinna otrzymać odszkodowania za zniszczenia wojenne i rabunki okupacyjne.